# Марк Атилий Регул (претор 213 пр.н.е.)
Вижте пояснителната страница за други личности с името Марк Атилий Регул.
Марк Атилий Регул (на латински: Marcus Atilius Regulus) е сенатор и политик на Римската република, претор през 213 пр.н.е. през втората пуническа война.
Той произлиза от плебейската фамилия Атилии, клон Регул. Вероятно е син на Марк Атилий Регул (консул 227 пр.н.е., суфектконсул 217 пр.н.е.) или на неговия брат Гай Атилий Регул (консул 225 пр.н.е.).